# Морозова, Феодосия Прокофьевна
Феодо́сия Проко́фьевна (Проко́пьевна) Моро́зова (в девичестве Соковнина́, в иночестве Феодо́ра; 21 (31) мая 1632 — 2 (12) ноября 1675, Боровск) — дворо́вая (верхо́вая) боярыня, деятельница раннего старообрядчества, сподвижница протопопа Аввакума. За приверженность к «старой вере» в результате конфликта с царём Алексеем Михайловичем была арестована, лишена имений, а затем сослана в Боровск и помещена в земляную яму, в которой по приказу царя была уморена голодом.
Почитается старообрядцами как святая.

## Биография
Дочь окольничего Прокофия Фёдоровича Соковнина. Вероятнее всего, входила в число придворных, сопровождающих царицу. В 17 лет вышла замуж за Глеба Ивановича Морозова, представителя рода Морозовых, родственников правящей семьи Романовых, царского спальника и дядьку царевича, владельца усадьбы Зюзино под Москвой. Брат Глеба Ивановича, Борис Иванович Морозов, владелец огромного состояния, умер бездетным в 1662 году, оставив наследство Глебу Морозову (есть альтернативная версия). Вскоре умирает и Глеб Иванович и совокупное состояние обоих братьев номинально достаётся малолетнему сыну Глеба и Феодосии Морозовых — Ивану Глебовичу.
Фактически же наследством своего малолетнего сына распоряжалась боярыня Морозова. В одном из многочисленных имений Морозовых — подмосковном селе Зюзино, была обустроена по западному образцу одной из первых в России роскошная усадьба. При царском дворце Феодосия занимала чин верховой боярыни, была приближённой царя Алексея Михайловича. По воспоминаниям современников «Дома прислуживало ей человек с триста. Крестьян было 8000; другов и сродников множество много; ездила она в дорогой карете, устроенной мозаикою и серебром, в шесть или двенадцать лошадей с гремячими цепями; за нею шло слуг, рабов и рабынь человек сто, оберегая её честь и здоровье».

### Старообрядчество
Боярыня Морозова была противницей реформ патриарха Никона, тесно общалась с апологетом старообрядчества — протопопом Аввакумом. Феодосия Морозова занималась благотворительностью, принимала у себя в доме странников, нищих и юродивых. Оставшись в тридцать лет вдовой, она «усмиряла плоть», нося власяницу. Однако Аввакум попрекал молодую вдову, что она недостаточно «смиряет» свою плоть, и писал ей «Глупая, безумная, безобразная выколи глазища те свои челноком, что и Мастридия» (призывая по примеру преподобной Мастридии, чтобы избавиться от любовных соблазнов, выколоть себе глаза). Домашние молитвы Морозова совершала «по древним обрядам», а её московский дом служил пристанищем для гонимых властью староверов. Но поддержка ею старообрядчества, судя по письмам Аввакума, была недостаточной: «Милостыня от тебя истекает, яко от пучины морския малая капля, и то с оговором».
Академик А. М. Панченко, исследуя письма Морозовой к Аввакуму, пишет, что в них нет рассуждений о вере, и считает, что Феодосия «не мрачная фанатичка, а хозяйка и мать, занятая сыном и домашними делами».
Царь Алексей Михайлович, всецело поддерживающий церковные реформы, пытался повлиять на боярыню через её родственников и окружение, а также отбирая и возвращая поместья из её вотчины. От решительных действий царя удерживало высокое положение Морозовой и заступничество царицы Марии Ильиничны. Феодосия Морозова неоднократно присутствовала в «новообрядной церкви» на богослужении, что старообрядцами рассматривалось как вынужденное «малое лицемерие». Но после тайного пострига в монахини под именем Феодоры, состоявшегося в конце декабря 1670 года, Морозова стала удаляться от церковных и светских мероприятий.
Под предлогом болезни она 22 января (1 февраля) 1671 года отказалась от участия в свадьбе царя Алексея Михайловича и Натальи Нарышкиной. Отказ вызвал гнев царя, он направил к ней боярина Б. И. Троекурова с уговорами принять церковную реформу, а позднее и князя П. С. Урусова, мужа её сестры Евдокии. Морозова обоим ответила решительным отказом.

### Арест и смерть
В ночь на 16 (26) ноября 1671 года в дом Морозовой по приказу царя пришёл архимандрит Чудова монастыря Иоаким (впоследствии Патриарх Московский) и думный дьяк Иларион Иванов. Они провели допрос Феодосии и её сестры (чтобы выказать своё презрение к пришедшим, они легли в постели и лёжа отвечали на вопросы). После допроса сестёр заковали в кандалы, но оставили под домашним арестом. 17 (27) ноября или 18 (28) ноября 1671 года Феодосия была перевезена в Чудов монастырь, откуда после допросов её перевезли на подворье Псково-Печерского монастыря. Однако, несмотря на строгую стражу, Морозова продолжала поддерживать общение с внешним миром, ей передавали еду и одежду. В заключении она получала письма от протопопа Аввакума и смогла даже причаститься у одного из верных старой вере священников. Вскоре после ареста Феодосии скончался её сын Иван. Имущество Морозовой было конфисковано в царскую казну, а двое её братьев сосланы.
Патриарх Питирим просил царя за сестёр: «Я советую тебе боярыню ту Марозову вдовицу, кабы ты изволил опять дом ей отдать и на потребу ей дворов бы сотницу крестьян дал; а княгиню тоже бы князю отдал, так бы дело то приличнее было. Женское их дело; что они много смыслят!». Но царь, называя Морозову «сумасбродной лютой», ответил патриарху, что «много наделала она мне трудов и неудобств показала», и предложил ему самому провести допрос боярыни. Патриарх в присутствии духовных и гражданских властей беседовал с Феодосией Прокофьевной в Чудовом монастыре. Решив, что она больна (боярыня не хотела стоять перед патриархом и весь допрос висела на руках стрельцов), попытался помазать её освящённым маслом, но Феодосия воспротивилась. Боярыню вернули под арест.
В конце 1674 года боярыня Морозова, её сестра Евдокия Урусова и их сподвижница жена стрелецкого полковника Мария Данилова были приведены на Ямской двор, где пытками на дыбе их пытались переубедить в верности старообрядчеству. Согласно житию Морозовой, в это время уже был готов костёр для её сожжения, но Феодосию спасло заступничество бояр, возмущённых возможностью казни представительницы одного из шестнадцати высших аристократических семейств Московского государства. Также за Феодосию заступилась сестра царя Алексея Михайловича царевна Ирина Михайловна.
По распоряжению Алексея Михайловича она сама и её сестра, княгиня Урусова, высланы в Боровск, где были заточены в земляную тюрьму в Боровском городском остроге, а 14 их слуг за принадлежность к старой вере в конце июня 1675 года сожгли в срубе. Евдокия Урусова скончалась 11 (21) сентября 1675 года от полного истощения. Феодосия Морозова также была уморена голодом и, попросив перед смертью своего тюремщика вымыть в реке свою рубаху, чтобы умереть в чистой сорочке, скончалась 2 (12) ноября 1675 года.

## Место захоронения
В 1682 году Фёдор и Алексей Соковнины, родные братья Феодосии и Евдокии, положили на место захоронения сестёр белокаменную плиту с надписью:
Лета 7184 погребены в сем месте: сентября в 11 день боярина князя Петра Семеновича Урусова жена ево, княгиня Евдокея Прокофьевна; да ноября во 2 день боярина жена Морозова бояроня Феодосья Прокофьевна, а во иноцех инока схимница Феодора, а дщери окольничего Прокофья Федоровича Соковнина. А сию цку положили на сестрах своих родных боярин Феодор Прокофьевич, а окольничей Алексей Прокофьевич Соковнины:349
.
Надгробная плита на могиле Ф. П. Морозовой и Е. П. Урусовой впервые была описана историографом П. М. Строевым в 1820 году. Это место почиталось старообрядцами (боровские жители, по словам Строева, проходя мимо клали земные поклоны, служили панихиды:351, а после дарования свободы вероисповедания в 1905 году, начиная с 1906 года на могилу 11 сентября стали совершаться крестные ходы — что вызвало недовольство представителей синодальной церкви.
В 1912 году Совет старообрядческих съездов предложил обратиться в Министерство внутренних дел с ходатайством об установлении на могиле протопопа Аввакума креста, а на могиле боярыни Морозовой и княгини Урусовой — часовни. Полиция и Синод не разрешили сделать это.
18 июля 1936 года было произведено вскрытие могилы, в которой были обнаружены останки двух человек; описание проводившихся раскопок не сохранилось:353. Судьба останков Морозовой и Урусовой также неизвестна — были ли они оставлены в изначальном захоронении или перенесены в другое место:353. Позднее на Боровском городище, где находилась могила сестёр, было построено здание райкома КПСС и 10 марта 1960 года надгробная плита была увезена в Боровский историко-краеведческий музей.
В 1998 году администрация города выделила участок для строительства часовни и, после выбора подходящего проекта, она была построена в 2002—2005 годы. Надгробная плита, возвращённая музеем, была размещена в подземной части часовни.
Ежегодно с 2009 года в сентябре РПСЦ проводит крестный ход Вереи в Боровск в честь преподобномученицы и исповедницы Феодосии Морозовой и иже с нею княгини Евдокии, инокини Иустины и Марьи.

## В культуре и искусстве
Картина Сурикова
Картина В. И. Сурикова «Боярыня Морозова» написана в 1887 году. Картина обладает единым композиционным центром в лице боярыни Морозовой. Её образу художником приданы неистовые черты: поднятая в двуперстном сложении по старообрядческому канону рука — призыв к народу стоять за старую веру, бескровное фанатичное лицо, суровые прощальные слова к толпе — все отражает сказанное о ней Аввакумом: «Кидаешься ты на врага, аки лес на лисицу». Боярыня изображена одетой в широкую чёрную бархатную шубу, оттеняющую бледность её лица. Хотя некоторые персонажи на картине просто любопытствуют, а отдельные и вовсе глумятся, в общем, образ Морозовой на картине предстает победоносным: большая часть народа смотрит на неё с благоговением и кланяется ей, а сама она выражает готовность идти до конца за свои убеждения.
Картина Литовченко
Образ боярыни Феодосии Морозовой воплощен и в картине российского исторического и религиозного живописца, академика Императорской Академии художеств, участника «бунта четырнадцати», одного из учредителей Санкт-Петербургской артели художников, члена Товарищества передвижных художественных выставок Александра Дмитриевича Литовченко. Его картина «Боярыня Морозова» написана в 1885 году и находится в Новгородском государственном объединённом музее-заповеднике.
Опера Щедрина
В 2006 году Родионом Щедриным закончена работа над хоровой оперой «Боярыня Морозова». Мировая премьера оперы планировалась в Германии в 2007 году, но перенесена на 30 октября 2006 года в московский Большой зал консерватории. Основу либретто составили тексты «Жития протопопа Аввакума» и «Жития боярыни Морозовой». Телевизионная премьера оперы состоялась 22 декабря 2006 года на телеканале «Культура».
Телесериал «Раскол» (2011).
В роли боярыни Морозовой актриса Юлия Мельникова.

### В художественной литературе
- Сергей Алексеев «Молился Богу сатана» («Скорбящая вдова») (повесть).
- Кожурин К. Я.. Боярыня Морозова. М.: «Молодая гвардия», 2012. — 380 с.: илл. — («Жизнь замечательных людей. Малая серия»).
- Барановский В. С. Боярыня Морозова. Историческая повесть. Рига: РГСО, 2008. — 232 с.: илл.
- Степанян Е. Г. «Песня о Боярыне Морозовой»[18]
- Молева Н. М. «Государыня — правительница Софья» (2000)
- Мордовцев Д.Л. Великий раскол. — СПб.: ИГ Лениздат, 2013. — 480 с. — (Лениздат-классика). — 0 экз. — ISBN 978-5-4453-0112-7.